# Josefina Ramis Rigo
Josefina Ramis Rigo (Binissalem, Mallorca 1971) és regidora a l'oposició a la vila de Binissalem. Va ser Consellera del Departament d'Esports, Joventut i Igualtat del Consell insular de Mallorca pel PSOE des del 2007.
És llicenciada en Filosofia per la Universitat Autònoma de Barcelona i està especialitzada en educació de persones adultes a la Universitat de les Illes Balears, i ha estat professora de Filosofia i Cultura Clàssica al col·legi Sant Agustí (Palma). Va ser vicepresidenta de l'Institut Mallorquí d'Afers Socials (IMAS) on va dirigir programes d'intervenció amb joves en oci i temps lliure a l'Institut de Treball Social i Serveis Socials (INTRESS).
L'any 1998 va treballar al Programa Europeu Youthstart, projecte dirigit pel GREC.
Des del Departament d'Esports del Consell de Mallorca va treballar per normalitzar les relacions amb les federacions i les competicions de base.